# Mô
Mô és una escultura de bronze al Port de Maó, just davant la Costa d'en Reynés. Aquesta escultura va ser creada per en Leonardo Lucarini (Bilbao, 1946) l'any 1991. Segons Mª Ángeles Hernández. la idea de l'escultor és aportar un element ornamental i artístic que es pugui convertir en símbol de la ciutat de Maó. A més, col·loca la sirena sobre un pedestal amb una escala, que permet que la gent pugui seure al seu costat i sentir-la més pròxima.
L'autor tria la iconografia més coneguda, la que es va difondre a partir de l'edat mitjana, i que representa les harmonies celestials. Amb aquest caràcter més popular i amable mira la mar i acull als navegants que arriben al port. Pot ser per açò tot d'una hi va haver opinions en contra sobre aquesta escultura. Actualment, agrada a la immensa majoria i sedueix amorosament els vianants que es deixen atrapar en la seva melangia.

## Altres escultures a la ciutat
- Obelisc de la llum (1987)
- Gràcia i Luca (1998)
- Algues (1992)